# Marie Elisabeth von Braunschweig-Wolfenbüttel

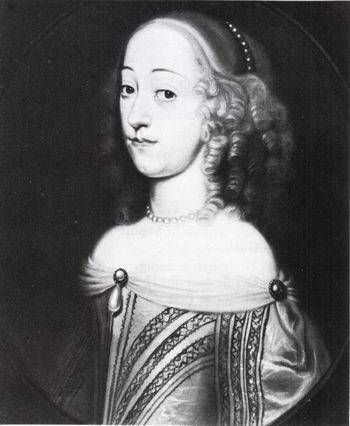
Marie Elisabeth, vor 1687

Marie Elisabeth von Braunschweig-Wolfenbüttel (* 7. Januar 1638 in Braunschweig; † 15. Februar 1687 in Coburg) war die Tochter des Herzogs August des Jüngeren und durch Heirat Herzogin erst von Sachsen-Eisenach und danach von Sachsen-Coburg.

## Leben
Das zweite Kind von August dem Jüngeren von Braunschweig-Wolfenbüttel und dessen dritter Frau Sophie Elisabeth von Mecklenburg wuchs an einem hochliterarischen Fürstenhof auf, an dem Justus Georg Schottelius und Sigmund von Birken als Lehrer wirkten. Alle Kinder waren nach dem Vorbild der gelehrten Eltern schriftstellerisch tätig, wobei Maries Halbgeschwister Anton Ulrich und Sibylle Ursula sie jedoch in den Schatten stellten. Ihre Mutter förderte die eigenen und die Stiefkinder ab etwa 1648 auch durch glanzvolle Familienauftritte vor ausgesuchtem Publikum im Wolfenbütteler Hoftheater und legte besonderen Wert auf die ethischen und moralischen Pflichten der Fürstenausbildung.
Marie Elisabeth heiratete im Alter von 25 Jahren 1663 Adolf Wilhelm von Eisenach (1632–1668). Mit ihm hatte sie fünf Kinder, von denen vier früh kurz nach der Geburt starben. Auch ein fünftes, nach dessen Tod am 21. November 1668 geboren, wurde nur drei Jahre alt; die Nachfolge ihres ersten Ehemanns fiel dessen Brüdern zu. Am 18. Juli 1676 heiratete sie in Gotha in zweiter Ehe Albrecht von Sachsen-Coburg (1648–1699), mit dem sie sich erst in Saalfeld niederließ, bis das Paar 1680 nach Coburg zog. Auch dessen einziger Sohn mit ihr starb im Säuglingsalter.
Auf ihren zweiten Ehemann, der wie sie musisch gebildet war, hatte sie erheblichen Einfluss. Zu ihren Leistungen gehört, neben dem frühen literarischen Schaffen, in ihrer Coburger Zeit die Förderung des 1684 eröffneten dortigen Hoftheaters und die Schaffung einer lebendigen Theaterkultur nach dem Vorbild des elterlichen Fürstenhofs in Wolfenbüttel.

### Nachkommen
Mit Herzog Adolf Wilhelm von Sachsen-Eisenach:
- Karl August (31. Januar 1664 – 14. Februar 1665)
- Friedrich Wilhelm (2. Februar 1665 – 3. Mai 1665)
- Adolf Wilhelm (26. Juni 1666 – 11. Dezember 1666)
- Ernst August (28. August 1667 – 8. Februar 1668)
- Wilhelm August (30. November 1668 – 23. Februar 1671), Herzog von Sachsen-Eisenach unter Regentschaft von Johann Georg I.

Mit Herzog Albrecht von Sachsen-Coburg:
- Ernst August (1. September 1677 – 17. August 1678)